# John Muldoon
John Muldoon (Ione, 2 maart 1896 - Napa, 3 januari 1944) was een Amerikaans rugbyspeler.

## Carrière
Tijdens de Olympische Zomerspelen 1920 werd hij met de Amerikaanse ploeg olympisch kampioen.

## Erelijst

### Met Verenigde Staten
- Olympische Zomerspelen:  1920